# Adelaïde Labille-Guiard
Adelaïde Labille-Guiard (París, 11 d'abril de 1749 - íd., 24 d'abril de 1803) fou una pintora francesa de temes històrics i en especial de retrats. Va ser membre de l'Acadèmia, malgrat les dificultats, i una defensora decidida dels drets de les dones artistes.

## Biografia
Es va formar en el taller del miniaturista François-Élie Vincent, professor de l'Acadèmia de Saint-Luc, amic de la seva família, i després amb el seu fill Françoise-André Vincent, amb qui aprengué les tècniques de l'oli. També va acudir a les classes de Quentin de la Tour, amb qui aprengué la tècnica del pastel.
Amb vint anys, es va casar amb Louise-Nicolas Guiard, de qui es va separar vuit anys després, tot i que en conservà el cognom. Després d'això va guanyar-se la vida com a professora, ensenyant a pintar en el seu taller.
Exposà en públic des del 1774 a l'Académie de Saint-Luc i després al Salon de la Correspondance.
El 31 de maig del 1783, l'Acadèmia Reial de Pintura i Escultura, que permetia l'accés a les dones, acordà limitar a quatre el nombre de dones que hi podien pertànyer i admeté alhora Élisabeth Vigée Le Brun i Adélaïde Labille-Guiard, que presentava el Portrait de Pajou, sculpteur. Labille-Guiard va signar al registre com Adélaïde des Vertues (Adélaïde de les Virtuts) per reivindicar que les dones virtuoses es trobaven també fora de l'àmbit domèstic.
A partir de 1785 Labille-Guiard va rebre el suport i el mecenatge de la família reial, en concret de la princesa María Adelaida, tia del rei Lluís XVI, a qui va pintar el 1787. Així va rebre una pensió de mil lliures i un cert nombre d'encàrrecs per retratar membres de la família reial; després de la Revolució va retratar també alguns líders revolucionaris, com Maximilien de Robespierre.
La Revolució Francesa també tingué conseqüències per a l'Acadèmia. En plantejar-se que calia abolir el límit per a l'accés de dones acadèmiques, ni el sector més tradicionalista, ni tampoc el més innovador –liderat per Jacques-Louis David, que en volia prohibir l'ingrés– acceptaren la proposta. Adélaïde Labille-Guiard –del sector reformista– va intervenir el 23 de setembre del 1790 per defensar la lliure admissió de dones artistes, i obtingué una votació favorable. L'octubre del 1793, però, l'Acadèmia Reial era abolida i substituïda per la Commune –tan sols va durar tres mesos més–, que no va admetre cap dona.
Un cop divorciada, al 1799 es casà amb Françoise-André Vincent, que havia estat un dels seus mestres, i durant un temps va signar alguns dels seus quadres com Madame Vincent.

## Obra
Confiança i convicció és el que mostra en l'Autoretrat que va enviar al Saló de 1785. Amb una altura de més de 180 cm, la tela la presenta a una escala règia. En lloc d'instal·lar-se en un còmode ambient domèstic, s'anuncia ja com tota una mestra en el gènere: dues alumnes romanen atentes rere la seva cadira. Les deixebles són Marie Gabrielle Capet –a la dreta, mirant l'espectador, igual que la pintora– i Marie Marguerite Carreaux de Rosemond –contemplant el treball. L'escenari és, sense que hi hagi cap intenció d'amagar-ho, un lloc de treball, segons palesen els bastidors i la tela clavetejada. El vestit i el barret, potser incongruents als ulls moderns, eren vistos com un correcte signe extern de rang i èxit, i reforcen l'honesta senzillesa del vestit de les alumnes. Contempla l'escena un bust del seu pare esculpit a la severa manera romana (obra real de Pajou), però no hi és present cap persona viva de sexe masculí. Això era important, ja que tant ella com Vigée-Lebrun foren víctimes de la calúmnia –manifestació de la cultura sexista– que els seus quadres en realitat eren fets per homes.
Entre altres col·leccions públiques que exhibeixen obres d'Adélaïde Labille-Guiard es troben: el Museu J. Paul Getty, els Museus d'Art de la Universitat Harvard, el Museu d'Art d'Honolulu, el Museu d'Art Kimbell, de Fort Worth (Texas), el Museu d'Art del Comtat de Los Angeles, el Louvre, el Metropolitan Museum of Art, o Met, de Nova York, la National Gallery of Art (NGA) de Washington DC, el Museu Nacional de Varsòvia, el Museu Nacional de Dones Artistes (Washington DC), l'Speed Art Museum (Kentucky), el Museu de Brooklyn o el Museu Nacional dels Châteaux de Versailles et del Trianon.

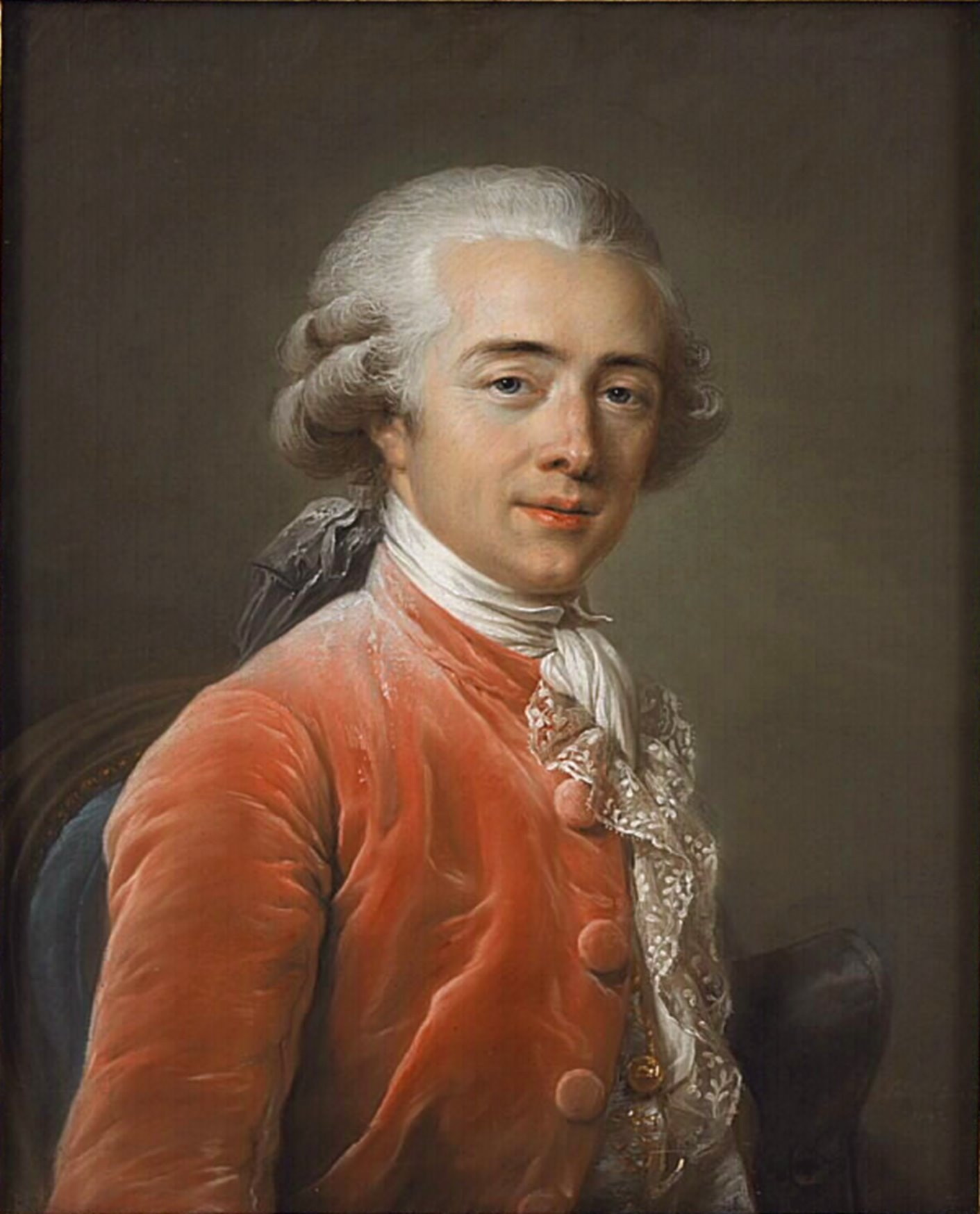
Retrat de François-André Vincent (cap a 1783) Museu del Louvre
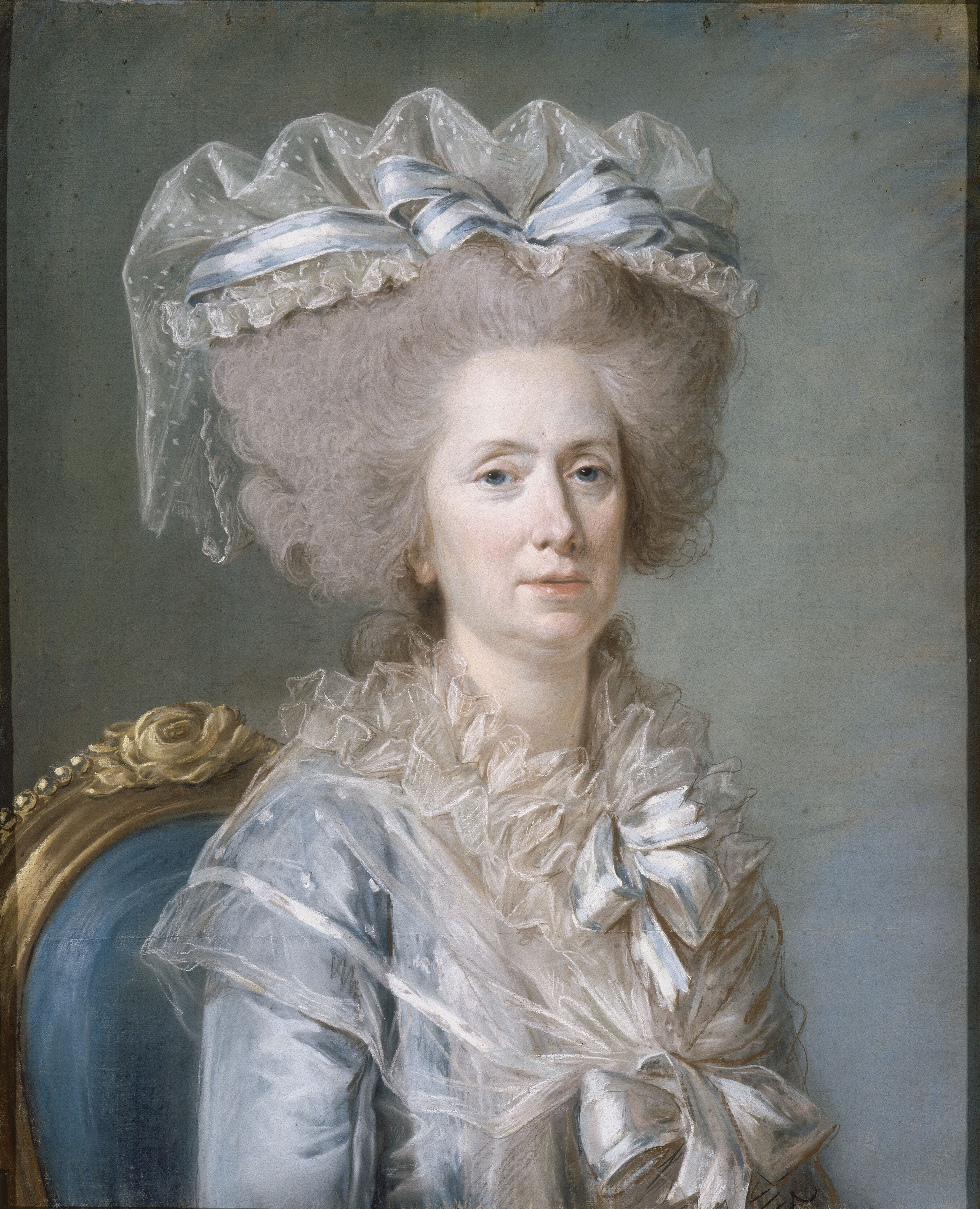
Marie Adélaïde de France (1786-1787), Palau de Versalles
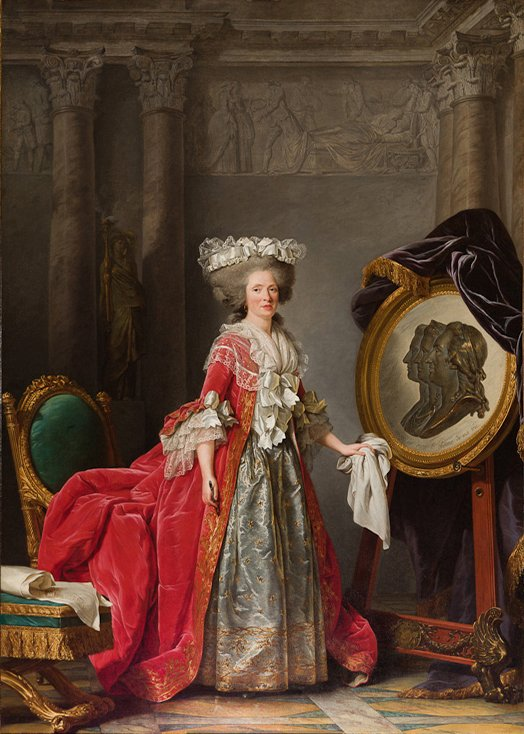
Retrat de Madame Adélaïde (1787), Palau de Versalles
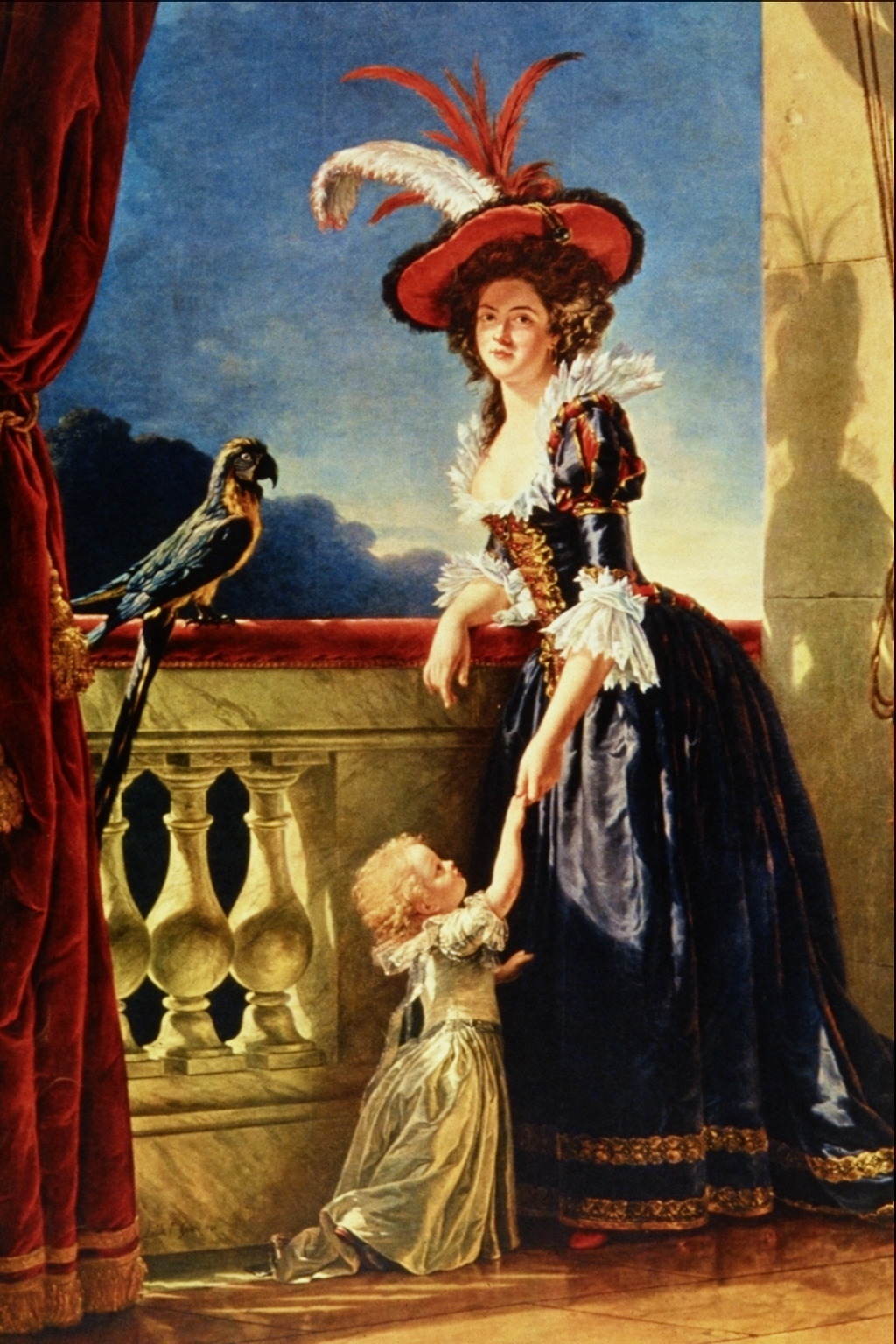
Retrat de Lluïsa-Elisabet de França amb el seu fill (1788) Palau de Versalles
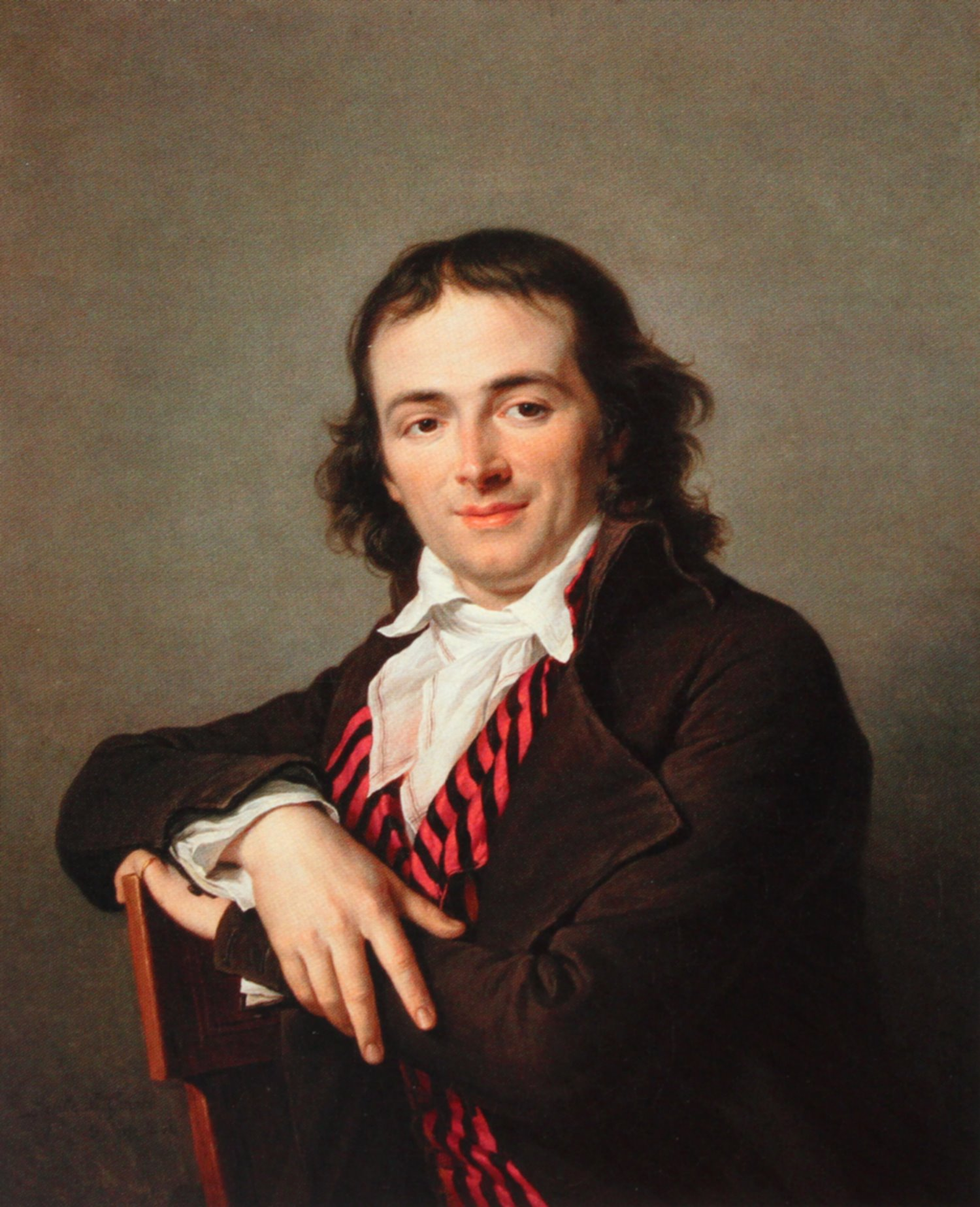
Retrat de Joachim Lebreton (1795) Museu Nelson-Atkins